# 変身サイボーグ
変身サイボーグ（へんしんサイボーグ）は、1970年代に株式会社タカラ（現：タカラトミー）より発売されていた、男児向けの12インチサイズの着せ替え人形・アクションフィギュアシリーズである。
後継商品のアンドロイドAもこの項で詳述する。

## 誕生
1964年から世界的にヒット商品となっていた米ハズブロ社のG.I.ジョーは、1970年（昭和45年）に、日本でハズブロ社と提携したタカラによって、ニューG.I.ジョーにリニューアルされた。軍装が中心だったラインナップにスポーツウェアなどのバリエーションを加えるなか、1971年（昭和46年）10月より、当時人気の特撮ヒーローの衣装を加えた正義の味方シリーズと称されるバリエーションが加わった。
当時の日本はテレビ番組『仮面ライダー』を発端とする空前の「変身ブーム」の真っただ中にあり、正義の味方シリーズはその便乗商品的な位置付けである。ただし、超合金のように番組に固定しない商品展開が可能であり、ラインナップも豊富だった。発売当時にタカラ第三事業課課長を務めていた奥出信行は、版権元を回って発売ライセンスの許諾を得るとすぐに開発を始め、番組が旬なうちに発売していたと述べている。
また素体となったニューG.I.ジョーは全身の関節が自由に動くので、様々な衣装を着せて遊べるといったG.I.ジョーのプレイバリューを引き継ぎながらも、手軽に変身願望を満たす商品として人気が出た。1972年（昭和47年）7月からは、より変身に重点をおいた変身サイボーグという新たなブランドに分けられ、着脱できる手足と豊富な別売りパーツにより、腕に武器をつけたり、乗り物に組み替えるといった遊びにより差別化を図った。
1972年にはおもちゃグランプリ金賞を取った。

## 特徴
ニューG.I.ジョーの素体を全身クリア素材に置き換え、胸と頭部にメッキの機械部品を仕込んだ変身サイボーグは、手足を外せる機構を最大限に生かして、手足と換装可能なアタッチメントを用意するなど、サイボーグという特徴を活かしていた。初期の素体は足が大きかったが、着脱を容易にするため足が小さくなるなど、改良が行なわれ、ヒット商品となった。
対象年齢は小学2年生をメインターゲットとしており、ソフトビニール人形よりも年齢層を高く設定しているため、『変身セット』ではそれまでの玩具商品よりもリアルな造形となった。
クリアボディのヒーローというコンセプトは後のミクロマンへと継承された。

## ストーリー設定
1998年、自然保護官・片貝健一は宇宙の侵略者・キングワルダー1世の襲撃に合い、妻と弟、そしてペットのジャガーと共に瀕死の重傷を負ってしまう。そして、1999年1月1日、健一は父の手によって「変身サイボーグ1号」として生まれ変わり、地球の平和のためにワルダーに立ち向かう。そして弟とジャガーも、その戦いに加わるのであった。なお、夫人はサイボーグ化途中のため戦いには加わってない。
1974年にはこの詳細なストーリーが、週刊少年チャンピオンに広告兼用として毎週1ページ連載された。
なお、この物語は変身サイボーグの設定路線変更後の物であり、発売当初の設定とは大幅に異なる。大きな違いは「変身サイボーグは、女性を含んだ複数員の部隊」であった。

## 主な商品

### 変身サイボーグ1号
片貝健一の生まれ変わった姿。単体での発売と、武器セットの一部を両腕に付属させた物と「ニュー正義の味方」として変身セットを最初から着せた物の発売があった。変身セット等の衣装は単品販売され、購入後のプレイバリューも高い。
- 最初期型：メカ頭部、体内メカが成型色のグレー(腹部：黒)、メッキ塗装タイプの金(腹部：銀)、銀(腹部：金)が存在。目や足の大きさが後の製品と異なる(俗称：デカ目、デカ足)、ジョイント部分は薄いグレー。腰ゴムのフック下部金具は英語のCの字、上部の胴体に繋ぐ部分は平仮名の逆しの字となっている。メカ頭部ネジ穴のないものも存在し、アウターヘッド後頭部に大きな切れ目がある。また肩甲骨にあたるネジ穴塞ぎが完全に接着されているものが多い(特に限定品等)。
- 初期型：メカ頭部、体内メカが成型色のグレー(腹部：黒)、メッキ塗装タイプの金(腹部：銀)、銀(腹部：金)が存在。最初期との違いは目の大きさ(中後期と同じ)、腰ゴムフック下部金具は平仮名のしの字(上部胴体を繋ぐ部分に変更なし)肩甲骨にあたるネジ穴塞ぎは完全に接着されていない。
- 中期型：メカ頭部、体内メカがメッキ塗装タイプの金(腹部：銀)と銀(腹部の金)の2種類のみが存在。最初期や初期との違いは各所に見られ、腰ゴムフック上部胴体を繋ぐものは英語のT字型に変更。ジョイント部分は濃いグレー、アウターヘッド後頭部の切れ目が小さくなり、脛パーツ上部の膝部分が形状的に小さくなる。
- 後期型：メカ頭部、体内メカがメッキ塗装タイプの金(腹部：銀)と銀(腹部の金が銅色に変更)の2種類が存在。最初期、初期、中期との違いは各所に見られ、ジョイント部分に穴が空き、肩幅の減少、アウターヘッド後頭部の切れ目が完全になくなり、肩甲骨にあたるネジ穴塞ぎの形状が丸形に変更、脛パーツ上部膝部分の形状的がさらに小さくなり、腿の内側と股間部分に丸いマークがある。また体内メカは新エンジンになっており、細部の造形が足されている(他に右胸メーター部分が斜めのタイプも存在)
- 後期型2：メッキ塗装の青(腹部：銀)が存在。此方は後期型とも異なる部分があり、体内メカは旧エンジン造形。各所(腕、胸、腹、背中､股間、腿)にある丸いマークが一切ない。因みに最初期､初期､中期には腕、胸、背中のみにある。クリアパーツが最初期､初期､中期､後期よりさらに透明。

#### 変身セット
全45種。ニューG.I.ジョー時代のものは含めない。
通常版（スタンダード版）の本体はナイロン製だがDX版は布地を使用している。ウルトラマンタロウでは合皮を使用している。
マジンガーZやマッハバロンなど一部のロボット物はソフトビニールで形成されていた。
- 第1期（1972年7月）
  - ウルトラマン
  - ゾフィー
  - ウルトラセブン
  - 帰ってきたウルトラマン
  - ウルトラマンA
  - ウルトラ警備隊
  - マット隊員
  - ミラーマン
  - シルバー仮面ジャイアント
  - 変身忍者 嵐
  - 変身忍者 嵐DX

- 第2期（1972年8月から11月）
  - 仮面ライダー
  - 仮面ライダーDX
  - 快傑ライオン丸
  - 快傑ライオン丸DX
  - デビルマンDX
  - 超人バロム・1
  - 超人バロム・1DX
  - 人造人間キカイダー
  - レインボーマン（ダッシュ7）[注釈 3]
  - タックチーム隊長DX

- 第3期（1972年12月から1973年）
  - サンダーマスク
  - アイアンキング
  - マジンガーZ
  - ジャンボーグA
  - ジャンボーグ9
  - ファイヤーマン
  - 仮面ライダーV3
  - 仮面ライダーV3DX
  - ウルトラマンタロウ
  - ウルトラマンタロウDX
  - ロボット刑事
  - レッドバロン
  - キカイダー01
  - 流星人間ゾーン

- 第4期（1974年）
  - イナズマン
  - 新造人間キャシャーン
  - ゲッターロボ（ゲッター1）
  - 電人ザボーガー
  - グレートマジンガー
  - ダイヤモンド・アイ
  - ウルトラマンレオDX
  - 仮面ライダーX
  - マッハバロン
  - 仮面ライダーアマゾン

- 超人セット（タカラオリジナル変身セット）
  - バードマン
  - ビートルマン
  - フィッシュマン
- NEW超人セット（タカラオリジナル変身セット）
  - アポロイドZ
  - シャインX
  - ロックバロンS

#### 変身サイボーグ1号 サイボーグセット
サイボーグセットという商品名で、複数の武器がブリスターパッケージに入った全5種存在。ソフビ成型のはめ込み式武器であり、チェーンソーやドリル、レーザーガンなど多数存在している。
- 武器セット1〜5

#### 基地
アタッシュケース型の秘密基地兼収納ボックスとして発売。
- ステーションCX-1 単三電池で光る回転（手動）型のライト

　枠部分にサイボーグライダー用武器セットを取り付ける事ができる。

#### 指令マシン
小型の携帯レコードプレーヤーで、ミニレコードを再生可能。ミニレコードは別売りもあり、いくつかのセットが販売されている。
ただし、設定が路線変更前のものであるため、女性サイボーグ等も登場する指令レコードなどがある。

### サイボーグライダー
サイボーグという設定を最大限に活かし、変身サイボーグ1号の手足を換装しバイクに変形させるという商品。
1974年に発売。サイボーグ素体が1,000円〜1,200円なのに対し、フルセットが5,500円という高額商品であった。
- オートバイセット：オートバイへの変身セット。人形は別売。（定価2,400円）
- オートバイ変身セット（未発売）：上記オートバイをサイドカー付・たんけん車・ミニバイクへ変身させるパーツセット。発売予定とされてパンフレットなどに長い間記載されていたが、サイドカーセットなどが単品発売されると消えた。
- サイドカーセット：サイドカー部分のみ。
- たんけん車セット：少年サイボーグ用の単体3輪ビークル。サイボーグ素体を用いない。
- ミニバイクセット：単体のビークル。少年サイボーグが乗る2輪バイク。
- フルセット：上記各セットの後に発売された。素体とオートバイパーツとサイドカー等のパーツセット。組み立て方により、オートバイ・サイドカー付・たんけん車・ミニバイクに変身できる。
- 武器セット：オートバイなどに取り付ける専用武器。クリア成型でミサイル発射などの可動ギミック付き。付属のアタッチメントを使えば、サイボーグ1号の腕に付けることもできる。

### 少年サイボーグ
健一の弟、健吾がサイボーグ化された姿。商品としては、変身サイボーグ1号より一回り小さく、サイボーグライダーに搭乗可能など小サイズを活かした商品。ダウンサイジングの結果、正義の味方スーツを着用できず、衣装はオリジナルのものが展開され、手足のコネクタも小型化されたために専用の武器セットが販売され、正義の味方への変身よりもサイボーグとしての変身が主眼に置かれた。1973年（昭和48年）5月発売。バリエーションは内部メカが銀・金・青みがかった銀の3種。

#### 少年サイボーグの変身セット
小型化されたスーツにソフビ造型のマスク・プロテクター・ブーツなどのセット。オリジナル商品であり、変身サイボーグ1号と互換性は無い。
- プラズマA（エース）
- スカイライダーX（エックス）
- サイクロイドZ（ゼット）
- スペーシーX1
- スペーシーX2
- スペーシーX3

#### 少年サイボーグの武器セット
少年サイボーグ専用。変身サイボーグ1号の武器がソフビ成型なのに対し、これはメッキが施されたプラ成型パーツで、精密さで勝り可動部分が多いが、メッキの耐久性は低かった。
- ジェットブーツ
- メガトンボール
- ウルトラカッター
- シーホープV

### サイボーグジャガー
健吾が可愛がっていた豹の子ジャガーがサイボーグ化された姿。内部メカは金・銀・青みがかった銀の3種類が存在し、1974年3月に発売。玩具は後にテレビアニメ『鎧伝サムライトルーパー』の白炎王（びゃくえんおう）に金型流用された。

#### サイボーグジャガーの変身セット
ソフビ造型で、ジャガーに着せるとさまざまな動物に変身できる着ぐるみパーツ。
- ヒョウ
- トラ
- 黒ヒョウ
- シェパード
- 雌ライオン
- 雄ライオン
- 雪ヒョウ

#### サイボーグジャガーのサイボーグセット
ジャガーの手足、顔、尾に取り付けるソフビ成型の武器セット。
- サイボーグセット1〜4

1. ミラクルカッター
2. モビルアイザー
3. プラズマイザー
4. ブレーンパワーB

#### サイボーグジャガーの超獣セット
ソフビ成型の着せ替えパーツ。カットが大きく、サイボーグメカ部分が露出するのが特徴。
- ドーベルマンJ（ジャック）
- ドラゴンK（キング）
- コンドルV（バイオレンス）

#### サイボーグジャガーの武器セット
追加の武器セット全2種。
1. ホーベアビーマ
2. ターボドリライザー

### キングワルダー1世
敵役として登場した宇宙よりの侵略者。パンチパーマのような髪型でつりあがった目と牙を出した透明な頭部の中にはグロテスクなインナーヘッドがある。体内パーツも内臓を模すなど悪役らしいデザインだった。カラーは初期に青(頭部&内臓の主カラー銀orアウターヘッドのみ無色クリア※プロトタイプは初期紫と同じorアウターヘッドはボディと同色)、紫(頭部&内臓の主カラー金orアウターヘッドはボディと同色またはやや色味の薄いものもある)、黄(頭部&内臓の主カラーオレンジorアウターヘッドはボディと同色※プロトタイプは緑と同じ)があったが、緑(頭部&内臓の主カラーメタルブルーorアウターヘッドはボディと同色またはやや色味の薄いものもある)が発売されると青が販売終了となる。初期から後期にまで発売された紫、黄、緑には薄い色や濃い色の違いも存在。またインナーヘッド(頭部)､内臓の塗り分けにも沢山の種類があり、例えば紫のインナーヘッド(頭部)&内臓だけでも金、メッキオレンジ、黄色(肌色？)等が存在。塗り方の違いでも、筆塗りやスプレー式等があり、インナーヘッド頭頂部にスプレー塗りがあるものやないもの、目にあたる部分に斑点のあるものやないものも存在。変身サイボーグ1号と同じく初期､中期､後期で足のサイズ、アウターヘッド後頭部の切れ目、ジョイント部分の違い、肩幅、脛上部膝部分の形状などが異なっている。

#### 怪人セット
キングワルダーの変身セットはオリジナルであり、怪人セットと呼ばれる。素体としては変身サイボーグ1号と同じサイズなので、変身セットも着用可能。
- ドクロキング
- サタンキング
- 植物怪人[注釈 4]

#### キングワルダー用サイボーグセット
ソフビ造型だが生物兵器的なアレンジがされており、設定もバラエティ豊富であった。武器が5つ入ったブリスターパッケージで全4種。
- 放射能銃 人間をドロドロに溶解したり、怪獣に変えたりする。
- ギロチンカッター 鉄板でも切り裂く。
- 脱水銃 生物の水分を一瞬で消し去る。
- 火炎銃 4つの口から炎を噴き出して焼き殺す。
- 笑い銃 毒ガスで笑い死にさせる。

- 分解銃 なんでもバラバラにしてしまう。
- 鉄の爪 つかまると絶対動けない。
- 化石銃 生物を化石にしてしまう。
- 音叉銃 超音波で動物を自由に操る。
- クレージーガン 相手を狂わせる。

- 記憶喪失銃 記憶を全部消してしまう。
- 毒ガス銃 各種の毒ガスを発射する。
- 麻酔銃 ゾウでも一瞬で眠らせる。
- 殺人ドリル どんな固い物でもコナゴナにする。
- ピラニア銃 相手を骨にする。

- 蒸発銃 3万度の高熱を発射し一瞬で蒸発させる。
- アメーバー銃 生物を自由に操れる。
- 死神銃 怪光線で死神にうなされて狂い死ぬ。
- 吸血銃 相手の血を吸い、吸血鬼にする。
- 催眠銃 4つの目でにらんで催眠術をかけて、相手を思いどおりに操る。

## イメージソング
テイチクレコードから竹尾智晴が歌うイメージソング「変身サイボーグ一号（B面はヘンシンマーチ）」（作詞：高見映
作曲・編曲：越部信義）が発売された。

## アンドロイドA
アンドロイドA（エース）とは1974年末から発売された変身サイボーグの後継シリーズ。テレビ媒体から独立したシリーズとして再構成されたタカラSFランドというブランドの1つとして発売。変身サイボーグ1号と同等スケールのスモーククリアーのボディだが、タカラのオリジナル素体(変身サイボーグ素体はGIジョーが元)で、胸部が開き、内臓メカが頭、手、足とともに脱着可能となった。このパーツの交換により、A〜超人〜ロボットに変化する。変身よりメカの合体遊びに主眼をおいた商品だった。可動は大腿部分の回転が無くなってしまうので変身サイボーグほど動かない。
変身サイボーグほどの人気は出ず、タカラSFランドはミクロマンにシフトする。後にメディコムトイ素体へと進化する。

### アンドロイドA
- アンドロイドA ：人型のアンドロイド。目のみ着色されている。瞳はブルー。
- アンドロイドA 超人：超人型のアンドロイドA。銀色の超人ヒーロー的な頭部と銀色のメカが露出した手足となっている。上腕の回転可動オミット。
- アンドロイドA ロボット：ロボット型のアンドロイドA。メカそのものといったデザインの四角い箱状の頭部と手足だった。股関節が開けない。

別売として超人・ロボットの、足セット・腕セット・頭部＆内臓メカセットを各発売。人型の各パーツも広告で発表されていたが、発売されなかった。

### 宇宙人
アンドロイドAの敵。新規造型のボディは顔を模した胸部の目が、背中のボタンで光ってるように見えるなどギミックも豊富だった。全身にラメがちりばめられたのも特徴的だったが、上腕＆前腕＆大腿＆下腿は少年サイボーグと同じ型。
- 宇宙人・O（ゼロス）
- 宇宙人・Z（ゾーン）
- 宇宙人・J（ジャグラ）

宇宙人用のUFOおよび、内部コクピットも発売された。

## その後のシリーズ
変身サイボーグのボディはその後コンバットジョーに流用され、12インチアクションフィギュアのロングセラー商品として発売され続けた。また復刻ブームに乗り、かつて変身サイボーグで遊んだ世代をターゲットに新商品も開発された。
直接のシリーズ商品ではないが、特撮テレビドラマ『電脳警察サイバーコップ』のフィギュアシリーズ「サイバービットシリーズ」も変身サイボーグが基になっている。

### ネオ変身サイボーグ
タカラがスポンサードしたテレビアニメ『勇者王ガオガイガー』の主人公獅子王ガイがサイボーグであるという設定を活かして、ガイの頭部にクリアのボディを持つ玩具として1997年に発売。劇中のガイは金属装甲を持つサイボーグのため、外装は取り外し式になり、パッケージにはDX変身サイボーグと表記されていた。後に旧作ファン向けにイベント等限定でオリジナル電子頭脳キットが販売された。合わせてキングワルダーやアンドロイドAの宇宙人などが新作ソフトビニール人形として販売されている。これは、中のボディそのものをかつてのようなクリアABS樹脂の造形ではなくソフトビニールで造形したもの。サイボーグそのものもネオ変身サイボーグとして単独商品にもなり、黄色、銀、金、ガンメタ、クリア部分が黒っぽいスモーク、銅、メタリック青＆赤が発売。全てに武器が付き、さらに全て集めるとクリアの強化スーツのネオテクター(後にスーツのみで銀、金、黒も発売)が完成する特典があり、可動箇所も多く、素材的に溶着やクラックを起こしにくいが、可動範囲の狭さ(肘)は難点だった。またモデル体型になり過ぎ、靴を履いたような造形が変身には不向きだった。

### 変身サイボーグ99
ネオ変身サイボーグの後継商品として、新規開発されたボディを持つ商品。メカ頭部＆内部メカはガンメタ、メッキ緑＆青、金(銀？)が発売され、素体の可動部分もさらに進化。スペクトルマンへの変身セットを加え新たなシリーズとして1999年に発売。ネオと体型が変わったものの新変身セットのラインナップに人気ヒーローがほとんど加えられず、売れ行きは思ったほど上がらずにシリーズは短命となった。

### キングワルダー2世
変身サイボーグ99の素体部分を利用し、メカ頭部＆内部メカが内臓に代わって発売。アウターヘッドの違う2種が存在。クリア部分の紫ジェネル(キングワルダー1世の息子という設定)、クリア部分の赤マグマが発売。99との対決セットとしてクリア青が出たがアウターヘッドはジェネルで、ライナップに載っていたクリア部分の青エビル、クリア部分の黒シャドルは上記99の売れ行き問題により未発売となった。エビルアウターヘッド(クリア青ではなく無色透明)のみ、ワンダーフェスティバルで限定発売。

### キングワルダーJr
2001年に、ファンの声に応える形でタカラは変身サイボーグ99には含まれなかった少年サイボーグを復刻販売。その際に色替え商品として少年サイボーグのボディを用いたキングワルダーJrを新規販売した。

### 復刻版
2003年に変身サイボーグ1号とキングワルダー1世を当時の体型に近づけて復刻した商品(厳密には細かい所に多数の違いがある)。変身セットは帰って来たウルトラマン､マジンガーZ､キャシャーン､ミラーマン､デビルマンをラインナップした。キャシャーンの素体になった金より薄いシャンパンゴールド、マジンガーZの素体はスモークカラー(透明部分がクリアブラック)、限定マジンガーZは銀部分がややガンメタカラーなどの、頭部＆内部メカが金や銀以外のものも発売。単体ではメッキ頭部＆内部メカの銀と金が発売、付属の武器セットは当時と違うものが2種付いた。またキングワルダー1世の変身セットはドクロキングのみで、紫素体(頭部&内臓はオレンジ(肌色？))のドクロキング(昔のと違い、艶消しで胸アーマー等のサイズが大きいもの)、素体が黒く頭部＆内臓が蓄光の赤目のドクロキング(銀部分が灰色)が発売。単体では緑(頭部&内臓はオリジナルの緑内臓に近い色)、幻の赤(緑の内臓の使い回し※プロトタイプは紫素体と同色の内臓)のみの販売となった(いずれもクリア部分の色味が濃いのも特徴)。昔の限定品や懸賞品、幻カラーを模したものが発売されたものの、サイボーグ1号のグレーやメッキ青、キングワルダー1世の青や黄色は未発売。素体形状もデカ目なのに足が小さく、昔は臀部のみにあった斜め製品ロゴが、背中に品番(?)と臀部製品ロゴは垂直になる等の中途半端なものとなっており、昔の製品と大きく違ってアウターヘッドや変身セット＆武器セットとの溶着、腰ゴムの伸びや関節の緩み等の不具合が非常に多く、苦情が多発した為に短命となる。中でもプラスチック部分の溶着は箱から出していても防げないほどで、未開封だと原型を留めないほどソフビ(変身セットやアウターヘッド)と溶着し、変形している事が多々ある。

#### キングワルダー赤に関する事件
上記にある通り2004年に発売されるまで、初期のカタログ写真のみに存在し実際に発売されなかったキングワルダーのレッドカラーだが、復刻が発表される前まで「実は70年代に当時品が限定で市販されていて、あるショップで見かけた」等の怪情報が出回っており、タカラホビー.COMで情報を解禁した際に「当時の担当者に確認したが、それらは全てガセネタである」と公表された。